# Erbert & Gerbert's
A Erbert & Gerbert's Sandwich Shop é um franchising de restaurantes especializado em sanduíches de submarino. A cadeia foi fundada em Eau Claire, Wisconsin, em 1987, tendo a primeira loja sido inaugurada em 1988. A empresa tem mais de 50 locais em todo o Arizona, Colorado, Indiana, Iowa, Michigan, Minnesota, Montana, Nebraska, Dakota do Norte, Dakota do Sul, Ohio, Texas e Wisconsin, bem como um único local na Carolina do Norte e na Geórgia. A sua sede é em Eau Claire, Wisconsin. As suas lojas estão frequentemente localizadas perto de áreas universitárias.

## Descrição geral
Kevin e Beth Schippers abriram o primeiro restaurante na Water Street, em Eau Claire, Wisconsin, em 1988. A loja e as sanduíches têm o nome de personagens de histórias que o pai de Schippers costumava contar-lhe. Em 2003, Schippers foi galardoado com o prémio Wisconsin's 2003 Emerging Small Business Person da Small Business Administration. Devido ao desejo de Kevin de seguir uma carreira no ministério, em 2003 Schippers vendeu a empresa de franchising a investidores liderados pelo proprietário principal Eric Wolfe. Kevin Schippers continua sendo o proprietário da loja original em Eau Claire.
A Erbert & Gerbert's prepara os seus sanduíches cortando o pão e retirando a parte macia da massa branca e deixando o recheio por cima da sanduíche.
Em 2009, a Erbert & Gerbert's foi galardoada com um Gold Effie Award pela sua campanha publicitária, concebida pela Colle+McVoy.
Para celebrar o 20º aniversário da Erbert & Gerbert's, foi criado um anúncio que alegadamente utilizava o maior canhão de vórtice de ar do mundo.

## Produtos
Os principais produtos do menu da Erbert & Gerbert's são os sanduíches submarinos, e existem 16 sanduíches no menu. As sanduíches têm nomes como Halley's Comet e Comet Morehouse, bem como nomes inventados como Girf e Narmer. O franchise Erbert and Gerbert's também tem produtos sem glúten.